# Kornelije Stanković
Cornelije Stanković (în sârbă Корнелије Станковић; n. 18/30 august 1831, Buda, Imperiul Austriac – d. 5/17 aprilie 1865, Buda, Imperiul Austriac) a fost un compozitor, dirijor, pianist și scriitor muzical sârb, unul dintre primii pedagogi muzicali sârbi și autor de cântări bisericești.

## Biografie
A rămas orfan de la o vârstă fragedă. După absolvirea gimnaziului în 1850, a plecat să studieze muzica la Conservatorul din Viena. A fost elev al profesorului Simon Sechter, sub îndrumarea căruia a studiat armonia și contrapunctul, perfecționându-și în același timp tehnica pianistică.
A călătorit intens, dedicându-se culegerii vechilor cântări bisericești, a melodiilor populare și a cântecelor tradiționale sârbești. Planurile sale de a-și continua studiile muzicale în Rusia au fost zădărnicite de îmbolnăvirea gravă cu tuberculoză.
A murit în 1865 la Buda, iar mai târziu rămășițele sale au fost mutate și înhumate în Aleea Marilor Personalități din Cimitirul Nou din Belgrad.

## Activitate muzicală
Cornelije Stanković este autorul mai multor colecții de cântece populare, compoziții corale, miniaturi și variațiuni pentru pian. După prima sa colecție, publicată sub titlul „Cântece populare sârbești” (1851, 1853, 1854), a mai editat încă patru volume în 1858, 1859, 1862 și 1863.
Asemenea lui Vuk Karadžić, care a făcut cunoscute textele cântecelor populare sârbești, Stanković a dorit, prin colecțiile sale de cântări bisericești vechi, să arate lumii bogăția și originalitatea acestora. A transpus în notație muzicală cântările bisericești ale creștinilor răsăriteni, cu structuri extrem de specifice, formate încă din primele secole ale existenței Bisericii Ortodoxe.
A compus o serie de lucrări muzicale scurte, dintre care multe au devenit parte a patrimoniului cultural al slavilor sudici. Printre acestea se numără: „Oj talasi”, „Ustaj, ustaj Srbine!”, „Sjećaš li se onog sata”, „Što se bore misli moje”, „Tavna noći” și altele.

## Lucrări (selecție)
- Srpske pjesme (54 de cântece populare și artistice pentru voce și pian)
- Srpske narodne pjesme (30 de cântece populare pentru cor și pian)
- Tratat despre muzica bisericească ortodoxă, conținând principalele cântări bisericești aranjate pentru cor și pian

Pe lângă transcrierea melodiilor laice și a cântărilor bisericești, precum și crearea unor compoziții originale pentru pian, Stanković a susținut concerte la Viena, Pesta, Buda, Belgrad, Novi Sad, Sremska Mitrovica, Kragujevac și alte orașe, în calitate de solist și acompaniator la pian.
Ca dirijor, a condus primul ansamblu coral din Belgrad, corul bisericesc din Buda și un ansamblu coral de interpreți străini la Viena. Cele mai semnificative concerte ale sale au fost cele din 1855 și 1861, susținute în celebra sală a Societății Muzicale din Viena.